# تاكورونتي
بلدية تاكورونتي (بالإسبانية: Tacoronte) هي بلدية تقع في مقاطعة سانتا كروث دي تينيريفه التابعة لمنطقة جزر الكناري جنوب غرب إسبانيا.

## الديموغرافيا
بلغ عدد سكان بلدية تاكورونتي 23.699 نسمة عام 2011 (وفقاً للمعهد الوطني للإحصاء الإسباني).
| 19.056 | 20.349 | 21.442 | 22.384 | 22.943 | 23.562 | 23.699 |

## توأمة
لتاكورونتي اتفاقيات توأمة مع:
- غيمارايش (26 أكتوبر 1997 - )[7]

## أعلام
- لورينزو خافيير خورخي
- ماريا روزا ألونسو